# 산 크리소고노 성당

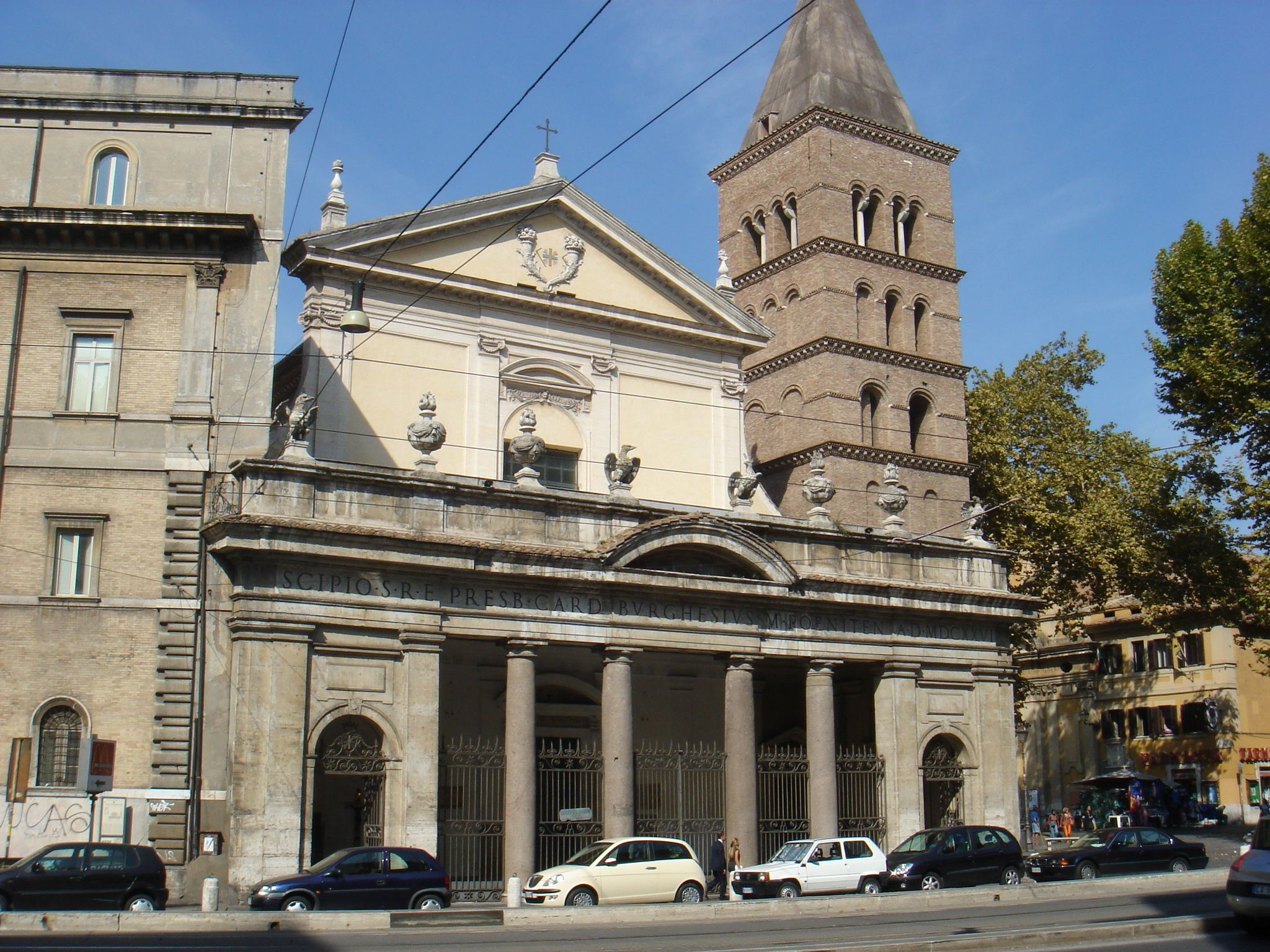
성당의 정면 외관

산 크리소고노 성당(이탈리아어: Basilica di San Crisogono)은 이탈리아 로마 트라스테베레 거리에 있는 로마 가톨릭교회의 성당이다. 수호성인은 성 크리소고노이다.

## 역사
산 크리소고노 성당은 로마의 명의본당 가운데 하나이며, 로마의 첫 본당이다. 4세기에 교황 실베스테르 1세(314-335)의 지시로 건립된 것으로 추정되며, 12세기에 크레마의 요한과 조반니 바티스타 소리아에 의해 재건축되었으며, 17세기 초에 시피오네 보르게세에 의해 오늘날의 형태로 완성되었다.
1907년 L. 만프레디니 신부와 C. 피콜로미니 신부가 성당의 제의실 밑을 파본 결과, 초창기 성당의 유적들을 발견하였다. 이후 성당 지하에 대한 본격적인 발굴 조사가 시작되었다.
오늘날 산 크리소고노 성당의 관리는 삼위일체 수도회에서 담당하고 있다.
대한민국의 염수정(안드레아) 추기경이 명의사제로 임명되어 있다. 산 크리소고노 성당의 명의사제 추기경 가운데 유명한 인물로는 훗날 교황 레오 13세로 선출된 빈첸초 조아키노 라파엘레 루이지 페치 추기경이 있다.

## 미술과 건축

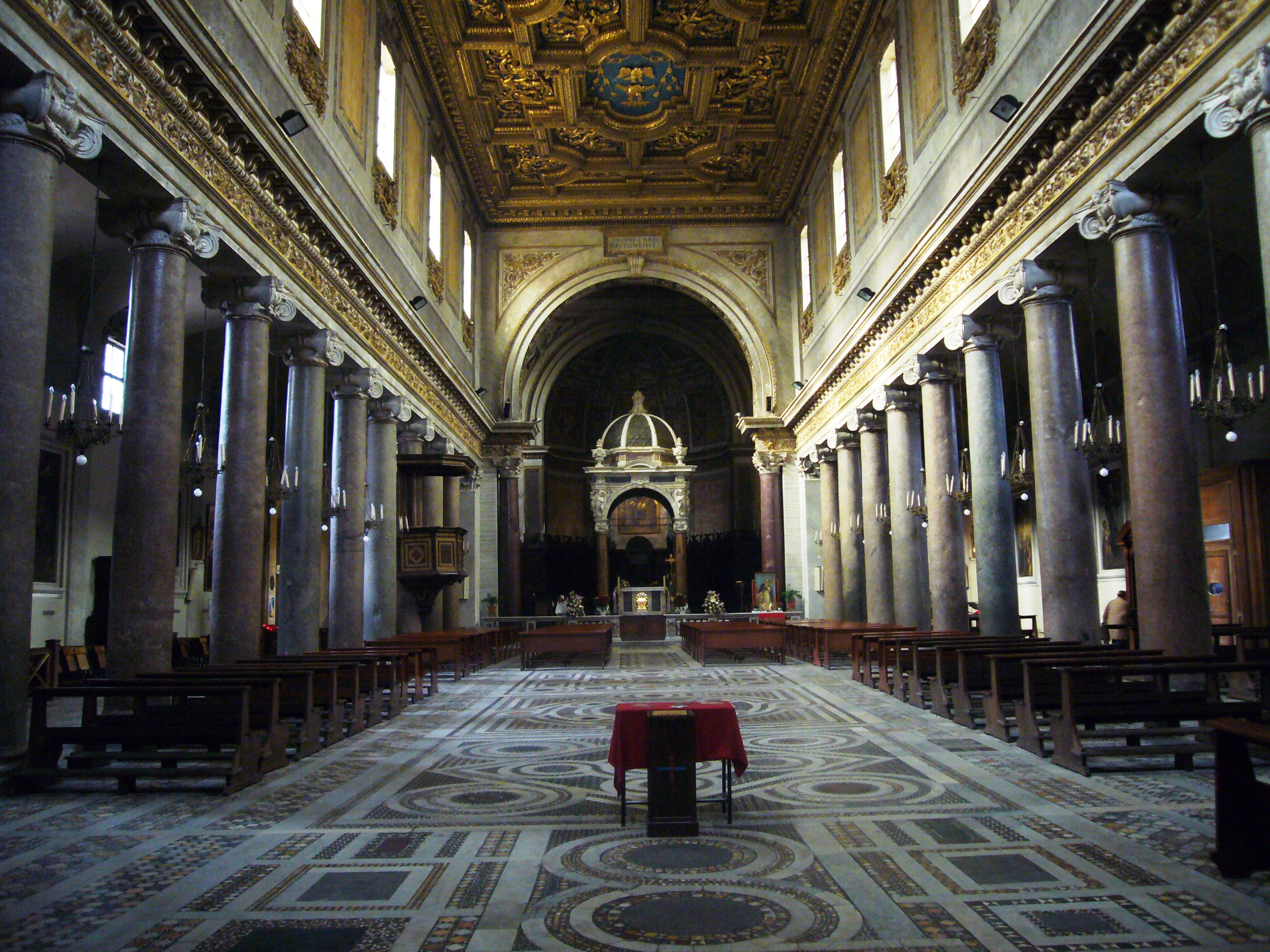
성당 내부

성당의 종탑은 12세기에 재건축한 것이며, 성당 내부는 12세기에 재건된 성당 자리에 1620년대에 재건축한 것이다. 성당 내부에서 천장을 떠받치는 22개의 화강암 기둥은 고대 시절의 기둥을 손본 후에 재활용한 것이다. 바닥 부분은 코스마테스크 장식이 되어 있지만, 대부분 긴 회중석에 의해 가려져 있다. 제단 밑 지하실은 8세기에 지어진 것이다. 중앙 제대는 1127년에, 제대 위를 덮은 천개(발다키노)는 1627년 또는 1641년에 잔 로렌초 베르니니가 제작한 것이다. 제대 위 바로크 양식의 천장 중앙 부분에는 구에르치노가 그린 《성 크리소고노의 영광》이라는 제목의 천장화가 그려져 있다.
성당 내부 왼쪽 끝에는 복녀 안나 마리아 타이지의 유해를 모신 부속 제대가 자리잡고 있으며, 입구 왼쪽에는 조반노 자코포 밀로 추기경에게 헌정된 기념비가 자리잡고 있다. 이 기념비는 카를로 마르키오니와 피에트로 브라치가 제작한 것이다. 성당 오른쪽에는 《성녀 프란체스카 로마나의 십자가형》을 포함한 프레스코화가 그려져 있다.